# M-am trezit

Coperta CD-ului (faţă)

Coperta CD-ului (verso)

M-am trezit reprezintă cel de-al doilea maxi-single din cariera formației t-Short și a fost lansat în decembrie 2005 în ediție limitată, fiind destinat promovării noilor piese „M-am trezit” și „Nimeni nu ne va despărți” la casele de discuri și la radiouri. Din acest motiv, discul este unul necomercializabil, iar producătorul (formația însăși) a acordat dreptul de difuzare și audiție publică a acestui material posturilor de radio, televiziunilor, discotecilor etc. Pe disc, apare ca dată de lansare anul 2006. 
Piesa „M-am trezit” este o compoziție a formației t-Short, partitura chitarei fiind interpretată de Ovidiu Bistriceanu. Orchestrația i-a aparținut lui George Călin.
Piesa „Nimeni nu ne va despărți” reprezintă un cover după Dr. Dre - „Xplosive”. Este o variantă mai rafinată a piesei „Voi fi”, aparținând lui K-rie, membru al formației Verbal. De altfel, acesta participă atât la orchestrarea piesei, cât și la partea de rap. Partitura chitarei îi aparține tot lui Ovidiu Bistriceanu. O variantă reorchestrată și rearanjată a piesei poate fi auzită pe albumul cu același nume, lansat în decembrie 2006.
Pe lângă cele două single-uri, discul mai conține și o serie de șlagăre ale formației, din perioada 1995-2000. De asemenea, pe site-ul Arhivat în 5 martie 2007, la Wayback Machine. formației se află două remixuri ale piesei „M-am trezit” (x-mas și extended) precum și o variantă a piesei „Nimeni nu ne va despărți” (extended).

## Piese
1. M-am trezit (radio edit) 3:25
2. Nimeni nu ne va despărți (feat. K-rie Verbal) 3:58
3. Spune-mi (1998) 4:13
4. Ești ca un înger (2000)¹ 4:10
5. Îmi este dor (1998) 3:13
6. Amintire (1997) 4:42
7. Fugi de întuneric (2000)¹
8. Aripi să pot zbura (1997) 3:36
9. Balada (feat. Drew Klein) (1997) 2:52
10. Iubește-mă (1998) 4:09
11. De ce m-ai părăsit? (2000)¹ 3:38
12. Aș vrea să uit (2000)¹ 4:37
13. Unde ești? (1996) 4:14
14. Visez (tequila mix) (1996) 5:02
15. Te rog, nu pleca! (1998) 3:30
16. Lacrimi (1996) 5:00
17. Noapte de vis (1995) 5:25

¹ - Anul este greșit, piesele fiind înregistrate și apărând în 1999.